# Rund um Köln 2014
Il Rund um Köln 2014, novantottesima edizione della corsa, valido come evento del circuito UCI Europe Tour 2014 categoria 1.1, fu disputato il 21 aprile 2014 su un percorso di 192,6 km. Fu vinto dall'irlandese Sam Bennett, che arrivò in volata al traguardo in 4h 39' 28" alla media di 41,35 km/h.
Al traguardo 97 ciclisti portarono a termine la gara.

## Squadre e corridori partecipanti
| N.      | Cod. | Squadra                      |
| ------- | ---- | ---------------------------- |
| 11-18   | BEL  | Belkin Pro Cycling Team      |
| 21-28   | TNE  | Team NetApp-Endura           |
| 31-38   | WGG  | Wanty-Groupe Gobert          |
| 41-48   | CCC  | CCC Polsat-Polkowice         |
| 51-58   | MTN  | MTN-Qhubeka                  |
| 61-68   | DEU  | Germania                     |
| 71-78   | VBG  | Team Vorarlberg              |
| 81-88   | TIR  | Tirol Cycling Team           |
| 91-98   | BCP  | Synergy Baku Cycling Project |
| 101-108 | VER  | Veranclassic-Doltcini        |
| 111-118 | AJT  | ActiveJet Team               |
| 121-128 | ETI  | Etixx                        |
| 131-138 | CWO  | Christina Watches-Kuma       |

| N.      | Cod. | Squadra                      |
| ------- | ---- | ---------------------------- |
| 141-148 | VPC  | Riwal Cycling Team           |
| 151-158 | BAI  | Bike Aid-Ride for Help       |
| 161-168 | LKT  | LKT Team Brandenburg         |
| 171-178 | TBJ  | MLP Team Bergstrasse         |
| 181-188 | RNR  | Rad-Net Rose Team            |
| 191-198 | THF  | Team Heizomat                |
| 201-208 | TKG  | Team Kuota                   |
| 211-218 | STG  | Team Stölting                |
| 221-228 | SGT  | Team Stuttgart               |
| 231-238 | ADR  | Adria Mobil                  |
| 241-248 | GID  | Development T. Giant-Shimano |
| 251-258 | SKT  | An Post-Chainreaction        |

## Ordine d'arrivo (Top 10)
| Pos. | Corridore         | Squadra      | Tempo    |
| ---- | ----------------- | ------------ | -------- |
| 1    | Sam Bennett       | NetApp       | 4h39'28" |
| 2    | Barry Markus      | Belkin       | s.t.     |
| 3    | Gerald Ciolek     | MTN          | s.t.     |
| 4    | Enrico Rossi      | Christina W. | s.t.     |
| 5    | A. Kragh Andersen | Christina W. | s.t.     |
| 6    | Alexander Krieger | Stuttgart    | s.t.     |
| 7    | Willi Willwohl    | LKT Team     | s.t.     |
| 8    | Martin Weiss      | Tirol CT     | s.t.     |
| 9    | Stefan Schäfer    | LKT Team     | s.t.     |
| 10   | Jan-Niklas Droste | Heizomat     | s.t.     |